# NGC 2517
NGC 2517 è una galassia lenticolare situata nella costellazione della Poppa, a una distanza di circa 83 milioni di anni luce dalla nostra Via Lattea.

## Scoperta
La galassia è stata scoperta il 16 marzo 1836 dall'astronomo francese Édouard Stephan.